# 岩山パークランド
岩山パークランド（いわやまパークランド）は、岩手県盛岡市の東部丘陵地帯岩山にある遊園地である。
1972年に平和観光開発株式会社により設立。岩手県内唯一の遊園地である。冬季は休業する。隣接施設に盛岡市動物公園、岩山展望台、盛岡競馬場などがある。

## 主なアトラクション
- レインボースピンコースター
- ジャンピングスター
- ドラゴンコースター
- フライングステージ「マンハッタン」
- アポロ(運営終了)
- 観覧車
- メリーゴーランド
- ティーカップ
- ゴーカート
- サイクルモノレール
- ドリームトレイン
- チェーンタワー
- スカイパラソル
- ウルトラスインガー
- トランポリン
- スリラー館
- グランディッシュの館

## アクセス
- 国道4号の岩山入口から入る。
- 盛岡駅東口8番のりばから岩手県交通バス利用。
  - ｢406　岩山定期観光線｣に乗車。｢岩山パークランド｣バス停下車。（土・日・休日のみ運行。お彼岸、お盆期間中は毎日運行。冬期間は運休。）

## 施設利用

### 営業時間
- 冬季は休業
- 季節により変動あり

### 料金
- 入場料
  - 大人600円、子供400円
- フリーパス(入場料込み)
  - 大人3600円、子供2800円

## 岩山パークスキー場
岩山パークランドに隣接するゴルフ場は平和観光開発により冬季は「岩山パークスキー場」として開設されてきた。開設年は1967年（昭和42年）。スキー場では「岩山スキー学校」や盛岡市民体育大会スキー競技会が開催された。しかし、岩山パークスキー場は利用客減少と老朽化により2022年（令和4年）1月30日で営業を廃止することになった。なお、遊園地（岩山パークランド）とともに夏季のゴルフ場の営業は継続される。